# Cantó de Poitiers-2
El cantó de Poitiers-2 és un cantó francès del departament de la Viena, situat al districte de Poitiers. Compta amb 1 municipi i part del de Poitiers.

## Municipis
- Buxerolles
- Poitiers (part)

## Història
| Data d'elecció                           | Identitat              | Partit | Qualitat |
| ---------------------------------------- | ---------------------- | ------ | -------- |
| 1973-1988                                | Jacques Santrot        | PS     |          |
| 1988-1994                                | Jean-Jacques Cheneseau | RPR    |          |
| 1994-2001                                | Philippe Decaudin      | PS     |          |
| 2001-2011                                | Jean-Marie Paratte     | PS     |          |
| 2011-                                    | Magali Barc            | PS     |          |
| les dades anteriors no són pas conegudes |                        |        |          |
|                                          |                        |        |          |